# Короваи

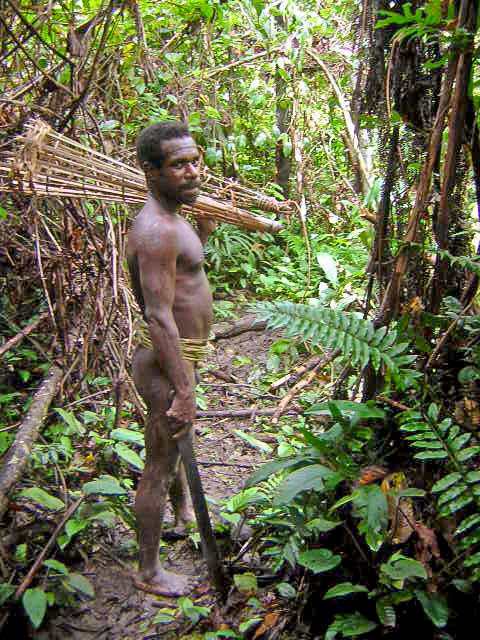
Мужчина из племени короваи

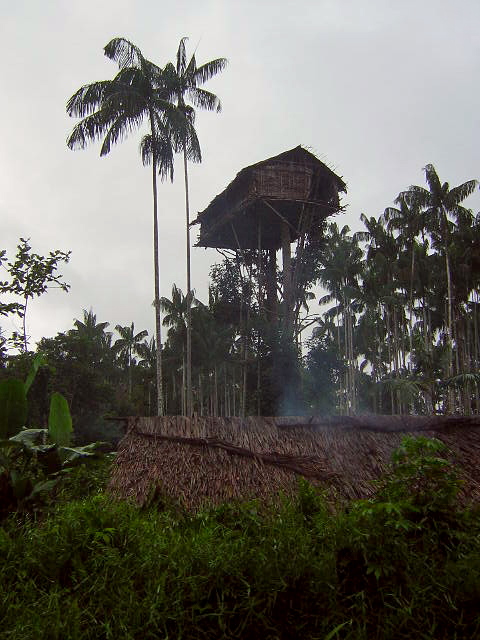
Дом короваи

Короваи (также колуфо) — папуасское племя, обитающее в юго-восточной части индонезийской провинции Папуа. Численность оценивается примерно в три тысячи человек. По данным The Daily Telegraph, до 1970-х годов короваи не были осведомлены о существовании каких-либо народов помимо них самих. Только единицы из короваи могут писать и читать.
Известны тем, что строят дома на деревьях, иногда на высоте до 50 метров от земли.
Кораваи до сих пор живут в домах, построенных на деревьях баньяна, верхушки которых обрезали. Стены и крыша изготовлены из досок баньяна и мелких ветвей. Дома расположены на высоте 10—15 метров с очень хлипкими лестницами из веток, забраться по которым обычному человеку будет очень трудно. Всё это сделано с целью защитить себя от хищников и нападений соседних племён. Другой причиной служат верования дикарей, якобы на такую высоту не могут забраться злые духи.
Говорят на языке короваи, относящемся к авью-думутской семье.